# Geospiza fuliginosa
El pinzón de Darwin fuliginoso, pinzón de Darwin pequeño, pinzón de tierra pequeño o pinzón terrestre chico (Geospiza fuliginosa) es una especie de ave paseriforme de la familia Thraupidae perteneciente al género Geospiza. Es endémico de las islas Galápagos en Ecuador. Pertenece al grupo denominado pinzones de Darwin. 

## Distribución y hábitat
Habita en las islas principales del archipiélago de Galápagos. Se encuentra en todos los hábitats en todas las altitudes, pero es más común en matorrales áridos y en zonas de transición, en la temporada no reproductiva es más común en tierras altas.

## Sistemática

### Descripción original
La especie G. fuliginosa fue descrita por primera vez por el naturalista británico John Gould en 1837 bajo el mismo nombre científico; su localidad tipo es: «Islas Galápagos».

### Etimología
El nombre genérico femenino Geospiza es una combinación de las palabras del griego «geō», que significa ‘suelo’, y «σπιζα spiza» que es el nombre común del pinzón vulgar, vocablo comúnmente utilizado en ornitología cuando se crea un nombre de un ave que es parecida a un pinzón, ; y el nombre de la especie «fuliginosa» proviene del latín moderno «fuliginosus», que significa ‘cubierto de hollín’.

### Taxonomía
Es monotípica.